# 鳥取県道171号大山口停車場線
鳥取県道171号大山口停車場線（とっとりけんどう171ごう だいせんぐちていしゃじょうせん）は、鳥取県西伯郡大山町を通る一般県道である。

## 概要
西伯郡大山町国信から国道9号に至る。

### 路線データ
本線
- 起点：鳥取県西伯郡大山町国信（鳥取県道158号大山口停車場大山線・鳥取県道171号大山口停車場線支線起点）
- 終点：鳥取県西伯郡大山町国信（大山IC入口交差点、国道9号交点）
- 総延長：3,478 m

支線
- 起点：鳥取県西伯郡大山町国信（鳥取県道171号大山口停車場線本線起点）
- 終点：鳥取県西伯郡大山町末長（鳥取県道242号大山淀江インター線起点）
- 総延長：518 m

## 歴史
- 2007年（平成19年）9月29日 - 9月28日付鳥取県告示第826・827・829号により、山陰自動車道 大山ICの開通に伴い、国道9号とのアクセスを改善するため、大山口バイパスが開通（鳥取県道158号大山口停車場大山線を介して接続）。これに伴い、旧道は西伯郡大山町国信・大山口駅（起点） - 西伯郡大山町末長[注釈 2]間が本路線の支線、西伯郡大山町末長[注釈 2] - 西伯郡大山町末吉・末吉交差点間が大山町道となった[1]。

## 地理

### 通過する自治体
- 鳥取県
  - 西伯郡大山町

### 交差する道路
| 交差する道路                                                                    | 交差する場所 | 交差する場所                                                                         |
| 本線                                                                            | 本線         | 本線                                                                                 |
| ------------------------------------------------------------------------------- | ------------ | ------------------------------------------------------------------------------------ |
| 鳥取県道158号大山口停車場大山線 重複区間起点 鳥取県道171号大山口停車場線 / 支線 | 国信         | 起点                                                                                 |
| 鳥取県道158号大山口停車場大山線 重複区間終点                                    | 所子         | 大山町役場大山支所交差点                                                             |
| 国道9号                                                                         | 国信         | 大山IC交差点 / 終点                                                                  |
| 支線                                                                            |              |                                                                                      |
| 鳥取県道171号大山口停車場線 / 本線                                              | 国信         | 支線起点【北緯35度29分5.1秒 東経133度27分25.6秒 / 北緯35.484750度 東経133.457111度】 |
| 鳥取県道242号大山淀江インター線                                                 | 末長         | 支線終点【北緯35度28分56.2秒 東経133度27分9.7秒 / 北緯35.482278度 東経133.452694度】 |

### 交差する鉄道
- 山陰本線

### 沿線
本線
- JR西日本山陰本線 大山口駅
- 所子郵便局
- 大山町役場大山支所
- 大山町立大山中学校

支線
- 大山町立大山西小学校